# Saint Thomas (Jamaica)
Saint Thomas is een parish van Jamaica. De hoofdstad van de parish is Morant Bay.

## Geboren
- Juliet Cuthbert (1964), atlete
- Hansle Parchment (1990), atleet

Clarendon · Hanover · Kingston · Manchester · Portland · Saint Andrew · Saint Ann · Saint Catherine · Saint Elizabeth · Saint James · Saint Mary · Saint Thomas · Trelawny · Westmoreland